# Medal Pamiątkowy Wojny Krymskiej w Latach 1853–56
Medal Pamiątkowy Wojny Krymskiej w Latach 1853–56 (ros. Медаль «В память войны 1853-1856 гг.») – rosyjskie odznaczenie nadawane za udział w wojnie krymskiej w latach 1853–1856, ustanowione ukazem cara Aleksandra II.
Medal posiadał jeden stopień oraz dwie wersje różniące się materiałem, z którego zostały wykonane. Zawieszany był na różnych wstążkach orderowych w zależności od grupy, do której należał odznaczony.

## Zasady nadawania
Medale w wersji wykonanej z jasnego brązu nadawane były generałom, oficerom, żołnierzom i marynarzom wszystkich stopni biorącym udział w walkach. Przy tym wersja ta była noszona na różnych wstążkach orderowych i tak:
- noszony na wstążce orderowej orderu św. Jerzego otrzymywali:
  - oficerowie i marynarze biorący udział w bitwie pod Synopą
  - generałowie, oficerowie i żołnierze biorący udział w działaniach wojennych na froncie tureckim w czasie wojny krymskiej
  - generałowie, oficerowie, żołnierze i marynarze biorący udział w obronie Pietropawłowska
- noszone na wstążce orderowej orderu św. Andrzeja otrzymywali:
  - generałowie, oficerowie, żołnierze i marynarze biorący udział w działaniach bojowych na innych frontach niż wyżej wymienione
- noszone na wstążce orderowej orderu św. Włodzimierza otrzymywali:
  - ochotnicy, urzędnicy, księża, lekarze i pielęgniarki, którzy uczestniczyli w działaniach bojowych wspólnie z żołnierzami.

Medale w wersji wykonanej z ciemnego brązu nadawane było obywatelom Rosji nie służącym w wojsku, a biorącym udział w działaniach wojennych lub wspomagających te działania. Przy czym medal noszono na dwóch rodzajach wstążek orderowych i tak:
- noszony na wstążce orderu św. Włodzimierza otrzymywali żołnierze, urzędnicy, członkowie rodów szlacheckich nie uczestniczący w walkach, ale swoim działaniami wspierali wojsko,
- noszony na wstążce orderu św. Anny otrzymywali mieszczanie, którzy zasłużyli się w pomocy dla rannych żołnierzy i rodzin żołnierzy zabitych w czasie działań bojowych.

Medal ten był również nadawany pośmiertnie, otrzymywali go krewni osoby poległej, lecz nie mieli prawa jego noszenia.

## Opis odznaki
Odznaką medalu jest okrągły medal o średnicy 28 mm wykonany z jasnego i ciemnego brązu.
Na awersie medalu w górnej części na tle promieni słonecznych znajduje się oko opatrzności, poniżej monogramy cara Mikołaja I i Aleksandra II nad którymi znajdują się korony. W dolnej części wzdłuż krawędzi daty: 1853 – 1854 – 1855 – 1856.
Na rewersie w centralnej części znajduje się napis cytat z Biblii НА ТЯ – ГОСПОДИ – УПОВАХОМЪ, ДА – НЕ ПОСТЫДИМСЯ – ВО ВЕКИ (pol. W tobie Panie upodobanie, tak nie zawiodę na zawsze).
Medal zawieszony jest na pięciokątnej blaszce pokrytej wstążkami orderowym z orderów orderu św. Jerzego, św. Andrzeja, św. Włodzimierza i św. Anny w zależności od tego do jakiej grupy zaliczono osobę wyróżnioną.
| Baretka Orderu Św. Jerzego noszona do wersji medalu z jasnego brązu | Baretka Orderu Św. Andrzeja noszona do wersji medalu z jasnego brązu | Baretka Orderu Św. Włodzimierza noszona do obu wersji medalu | Baretka Orderu Św. Anny noszona do wersji medalu z ciemnego brązu |